# Hubariv, Nova Ușîțea
Hubariv (în ucraineană Губарів) este un sat în comuna Vahnivți din raionul Nova Ușîțea, regiunea Hmelnîțkîi, Ucraina.

## Demografie
Componența lingvistică a localității Hubariv
     Ucraineană (98,35%)
     Rusă (1,65%)
Conform recensământului din 2001, majoritatea populației localității Hubariv era vorbitoare de ucraineană (98,35%), existând în minoritate și vorbitori de rusă (1,65%).